# Pavel Suchov
Pavel Vladislavovič Suchov (* 7. května 1988 Samara, Sovětský svaz) je ruský sportovní šermíř, který se specializuje na šerm kordem. Rusko reprezentuje mezi muži od roku 2009. V roce 2012 a 2016 startoval na olympijských hrách a v obou případech nepřešel přes úvodní kolo. V roce 2012 získal titul mistra Evropy mezi jednotlivci. Na olympijských hrách v roce 2016 vypadl s ruským družstev v úvodním kole. S ruským družstvem kordistů vybojoval třetí místo na mistrovství Evropy v roce 2011 a 2014.